# Équivalence de distances
Différentes notions d'équivalence de distances sont utilisées en topologie, une branche des mathématiques concernant l'étude des déformations spatiales par des transformations continues (sans arrachages ni recollement des structures).
Étant donné un espace topologique métrisable (X, T), on peut trouver diverses distances qui définissent la même topologie T. Par exemple, la topologie usuelle de ℝ peut être définie par la distance d : (x, y) ↦ |x – y|, mais aussi par d / (1 + d), ou tout multiple de d par un réel strictement positif. Il faut donc préciser les « équivalences » entre de telles distances.

## Définitions
Deux distances d1 et d2 sur un même ensemble X sont dites :
- topologiquement équivalentes si les topologies associées sont identiques (mêmes ouverts), c'est-à-dire si l'application identité, de (X, d1) dans (X, d2), est un homéomorphisme, ou encore (d'après la caractérisation séquentielle de la continuité) si elles ont mêmes suites convergentes ;
- uniformément équivalentes si l'application identité de X est uniformément continue de (X, d1) dans (X, d2) et aussi de (X, d2) dans (X, d1) ;
- bornologiquement équivalentes si elles sont uniformément équivalentes et si les deux distances définissent les mêmes parties bornées ;
- Lipschitz-équivalentes s'il existe des constantes a et b strictement positives telles que ad1 ≤ d2 ≤ bd1.

Toutes ces relations entre distances sont des relations d'équivalences.

## Exemples
L'exemple suivant permet de mettre en évidence la non-équivalence des différentes notions d'équivalences décrites ci-dessus : on peut munir ℝ des quatre distances :
{\displaystyle d_{1}(x,y)=|x-y|} ;
{\displaystyle d_{2}(x,y)=|x^{3}-y^{3}|} ;
{\displaystyle d_{3}(x,y)=\min\{1,d_{1}(x,y)\}} ;
{\displaystyle d_{4}(x,y)=d_{1}(x,y)/(1+d_{1}(x,y))}.
On vérifie alors que les distances d1 et d2 sont topologiquement équivalentes mais ne sont pas uniformément équivalentes (bien qu'elles aient mêmes suites de Cauchy), que les distances d1 et d3 sont uniformément équivalentes mais ne sont pas bornologiquement équivalentes, puis que les distances d3 et d4 sont bornologiquement équivalentes mais ne sont pas Lipschitz-équivalentes.